# DIN A6 Informationssystem
Das DIN A6 Informationssystem (DAISY) ist ein Selbst- und Zeitmanagementsystem, das auf einfachen Notizzetteln im Format DIN A6 basiert. Diese Zettel werden in verschiedenfarbigen Klarsichtmäppchen geordnet aufbewahrt:
rot
heute aktuell, in Bearbeitung. Das rote Mäppchen enthält einen Zettelvorrat und kann auch einen Terminplan enthalten.
gelb
noch nicht erledigt, in Bearbeitung. Pro Thema oder Projekt wird ein gelbes Mäppchen angelegt.
blau
Namen, Adressen, Telefonnummern, Landkarten, Fahrpläne.
weiß
Fakten, Know-how, stabile Informationen. Pro Thema wird ein weißes Mäppchen angelegt.
orange
kreative Projekte, Ideen
violett
persönliche Ziele und Strategien
grün
Archiv, hier werden beispielsweise auch Spesenbelege abgelegt. In der Regel gibt es zu jedem größeren Projekt ein grünes Mäppchen.
Die Notizzettel werden oben rechts mit einem Assoziationsbegriff versehen, was das Auffinden beim Durchblättern der Mäppchen vereinfacht. Sobald ein Mäppchen zu viele Notizzettel enthält, wird es aufgeteilt (Subprojekte bei gelben und orangen Mäppchen, Subthemen bei weißen Mäppchen).
Generell sollen alle Informationen, Ideen usw. möglichst sofort auf A6-Zetteln niedergeschrieben werden.
DAISY unterstützt Menschen, die ihre Planung mit einem Loseblattsystem statt mit einem vorgedruckten Zeitplanbuch gestalten wollen. Dabei wird die Übersicht über viele Mäppchen mit einem Lead-Mäppchen sichergestellt.
DAISY wurde in den 1970er-Jahren vom Schweizer Physiker Martin Gerber nach Europa gebracht. Gemäß seinen Angaben hieß dasselbe System in den USA MemoCard und später infoTop.